# Hipótesis de los kurganes

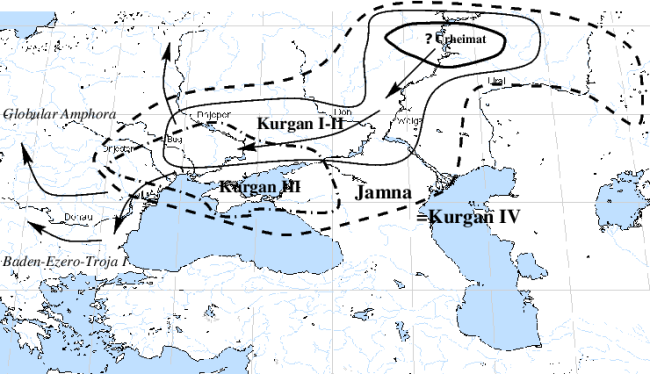
Perspectiva de la hipótesis de los kurganes.

En 1956, la arqueóloga lituana Marija Gimbutas (1921-1994) presentó su hipótesis de los kurganes, que combinaba arqueología y lingüística para ubicar la sede originaria (urheimat) de los pueblos hablantes del protoindoeuropeo (pIE). Gimbutas nombró al conjunto de culturas en cuestión «cultura de los kurganes» (palabra rusa tomada de lenguas túrquicas y utilizada para determinar unos singulares túmulos sepulcrales) y siguió su supuesta difusión por Europa.
La hipótesis tuvo un impacto significativo en los estudios protoindoeuropeos. Los investigadores que estaban de acuerdo con Gimbutas, identificaban la cultura de los kurganes ―también conocida con el nombre de cultura yamna― como el reflejo de una sociedad protoindoeuropea temprana que existió en las estepas pónticas desde el V milenio al III milenio a. C.

## Introducción
La hipótesis de los kurganes como el origen de los pueblos indoeuropeos asumía una expansión gradual de la cultura arqueológica de los kurganes hasta abarcar todas las estepas del mar Negro ―Kurgán IV―, siendo identificada con la cultura yamna entre el IV y III milenio a. C. La siguiente expansión allende las estepas se identificó con unas culturas híbridas, como la cultura de las ánforas globulares en el oeste, la migración de protogriegos a los Balcanes y las culturas indoiranias nómadas hacia el este en torno al 2500 a. C. La domesticación del caballo y luego el temprano uso del carro han sido tomados como los factores principales del aumento de movilidad de los grupos de los kurganes y de sus pretendidas victorias militares, facilitando su expansión por toda la región del grupo de Yamna. En la hipótesis de los kurganes, la totalidad de las estepas pónticas son consideradas el urheimat (‘hogar original’) indoeuropeo y en ellas se habría hablado un conjunto de dialectos del pIE tardío. La región cercana al Volga ―etiquetada como urheimat en el mapa superior― marca el lugar donde se han encontrado los restos más antiguos de la montura del caballo (la cultura de Samara; ver también la cultura de Sredny Stog), que podrían corresponder a un núcleo de pIE temprano o pre-pIE del V milenio a. C.

## Etapas de la expansión

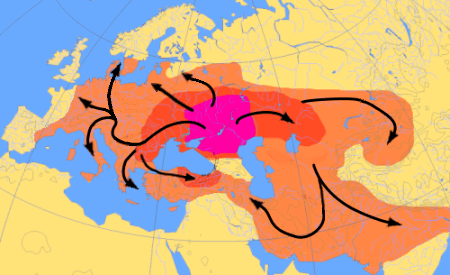
Mapa de las migraciones indoeuropeas desde el 4000 a. C. al 1000 a. C. de acuerdo con el «modelo Kurgán». La migración anatolia (indicada con una flecha punteada) podría haber tenido lugar bien a través del Cáucaso bien a través de los Balcanes. El área púrpura corresponde al supuesto urheimat (cultura de Samara, cultura de Sredny Stog). El área roja corresponde a la región donde se habrían asentado los pueblos indoeuropeos hasta cerca del 2500 a. C. aproximadamente, y el área naranja cerca del 1000 a. C.

La idea original de Gimbutas identificaba cuatro etapas sucesivas de pueblos kurganes:
- Kurgán I, región del Dniéper/Volga, primera mitad del IV milenio a. C. Aparentemente evoluciona desde las culturas de la cuenca del Volga. Incluía como subgrupos los complejos culturales de Samara y Seroglázovo.
- Kurgán II-III, segunda mitad del IV milenio a. C. Incluye los grupos de Sredny Stog y de Maykop del norte del Cáucaso. Se asocian Crómlechs, primitivos carros de dos ruedas y estelas pétreas antropomórficas de deidades.
- Kurgán IV (cultura yamna o cultura de las catacumbas), primera mitad del III milenio a. C., abarcando toda la región de las estepas desde el río Ural hasta Rumanía.

Asimismo, creía que hubo tres oleadas de expansión sucesivas:
- Primera oleada, antecede a Kurgán I: expansión desde el bajo Volga hasta el Dniéper, llevando a la coexistencia de Kurgán I y la cultura de Cucuteni. Las repercusiones de las migraciones se extendieron hasta los Balcanes y a lo largo del Danubio, afectando a los complejos de Vinca y Lengyel en Hungría.
- Segunda oleada, a mediados del IV milenio a. C.: se originó a partir de la cultura de Maykop y como resultado de su avance produjo supuestamente una serie de culturas híbridas «kurganizadas» en el norte de Europa alrededor del año 3000 a. C. (cultura de las ánforas globulares, cultura de Baden y cultura de la cerámica cordada). Para Gimbutas, esto se correspondería con la primera intrusión de las lenguas indoeuropeas en el oeste y el norte de Europa.
- Tercera oleada, 3000-2800 a. C.: expansión de los grupos de Yamna más allá de las estepas, con la aparición de características propias en lugares tan lejanos como las modernas Rumanía, Bulgaria y Hungría oriental.

## Línea temporal

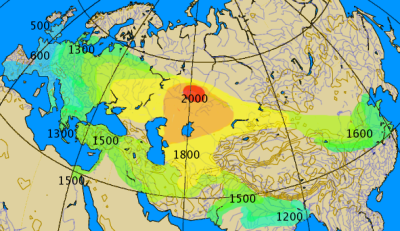
Expansión histórica del carro. Indica los años a. C.

- 4500-4000 a. C.: protoindoeuropeo temprano, cultura de Sredny Stog, cultura de Dniéper-Donets y cultura de Samara, domesticación del caballo (primera oleada).
- 4000-3500 a. C.: la cultura de Yamna, la cultura prototípica de constructores de kurganes, emergió en la estepa, y la cultura de Maykop en el Cáucaso septentrional. Los modelos del indohitita postulan la separación del protoanatolio con anterioridad a este período.
- 3500-3000 a. C.: protoindoeuropeo medio. La cultura de Yamna se encontraba en su clímax, siendo considerado este momento como el clásico de la sociedad protoindoeuropea, con ídolos de piedra (estelas pétreas ucranianas), protocarros de dos ruedas, estructura familiar patriarcal, además de asentamientos permanentes fortificados en posiciones elevadas (Cultura de Castros). Subsisten de la agricultura y la pesca. El contacto de la cultura de Yamna con las culturas de la Europa neolítica tardía dan como resultado las culturas kurganizadas del ánfora globular y de Baden (segunda oleada). La cultura de Maykop muestra las evidencias más antiguas del inicio de la Edad de Bronce, y se introducen artefactos y armas de bronce en el territorio de Yamna. Probable comienzo de la satemización.
- 3000-2500 a. C.: protoindoeuropeo tardío. La cultura de Yamna se expande por toda la estepa póntica (tercera oleada). La cultura de la cerámica encordada se extiende desde el Rin al Volga. Se corresponde con la última fase de unidad indoeuropea, la vasta región "kurganizada" se divide en varias lenguas y culturas, todavía en débil contacto, permitiendo la difusión de tecnología y préstamos antiguos entre los grupos, excepto las ramas anatolia y tocaria, que ya estaban aisladas. La separación centum-satem probablemente está completa, pero las tendencias fonéticas de la satemización permanecen activas.
- 2500-2000 a. C.: La separación en protolenguas de los diferentes dialectos conocidos se completa. El protogriego se habla en los Balcanes, el protoindoiranio al norte del mar Caspio, en la emergente cultura de Andronovo. La Edad de Bronce alcanza la Europa Central, con la cultura del Vaso Campaniforme, probablemente compuesta de varios dialectos centum. Las momias de Tarim se corresponderían con los prototocarios con gran posibilidad.
- 2000-1500 a. C.: Se inventa el carro, lo que posibilita la división y rápida expansión de las lenguas iranias e indoarias desde el complejo arqueológico bactriano margiano a grandes regiones de Asia central, India septrentrional, Irán y Anatolia oriental. El protoanatolio se separa en hitita y luvio. La cultura preprotocéltica de Unetice desarrolla una activa industria del metal (disco celeste de Nebra).
- 1500-1000 a. C.: En la Edad del Bronce nórdica se desarrollan las culturas preprotogermánicas y preprotocélticas de los Campos de Urnas y Hallstatt en la Europa Central, dando paso a la Edad del Hierro. Los protoitálicos migran a la península itálica (estela de Bagnolo). Composición del Rig-veda y nacimiento de la cultura védica en Pakistán. La civilización micénica da paso a la Edad oscura griega.
- 1000 a. C.-500 a. C.: las lenguas celtas se expanden por la Europa central y occidental. Aparición del idioma protogermano. Homero y el comienzo de la antigüedad clásica. En la India, la civilización védica da paso a los reinos Maja-yana-padas. Zoroastro compone los Gathas, el Imperio aqueménida asciende en detrimento de elamitas y babilonios. Los armenios desarrollan la cultura de Urartu. Separación del protoitálico en osco-umbro y latino-falisco. Creación de los alfabetos griego e itálico arcaico. En el sur de Europa se habla un conjunto de lenguas paleobalcánicas. Las lenguas anatolias se encuentran en retroceso, hasta llegar a su extinción.

## Urheimat secundario
Se ha propuesto la cultura «kurganizada» del ánfora globular como un urheimat secundario, que se separó en la cultura del vaso campaniforme y de la cerámica encordada en torno a 2300 a. C. De este núcleo de indoeuropeización podrían proceder la mayoría de las lenguas indoeuropeas de Europa: las lenguas itálicas, celtas, germánicas y otros grupos parcial o totalmente extintos, como las lenguas paleobalcánicas y de Centroeuropa. A ello habría que añadir posiblemente el protomicénico.
En las estepas, el supuesto urheimat primario, seguirían existiendo hablantes de indoeuropeo. Habría, por tanto, dos núcleos principales de indoeuropeización, cada uno siguiendo una evolución independiente: el urheimat secundario o «complejo europeo», fundamentalmente centum, y el urheimat primario, satemizado tras la separación, del cual seguirían partiendo tribus, como las iranias y las indoarias. Las lenguas iranias (como el antiguo escita o el oseta) pueden considerarse herederas de la lengua indoeuropea original hablada por tribus que nunca abandonaron su hogar primigenio.

## Diferencias de interpretación
Marija Gimbutas veía la expansión de la cultura de los kurganes como una serie de invasiones militares, donde una nueva cultura guerrera se imponía a las culturas menos bélicas matriarcales de la Vieja Europa, reemplazándolas por una sociedad más bélica y patriarcal, en un proceso visibilizado por la aparición de asentamientos fortificados y elevados, y por la presencia de tumbas de jefes guerreros:

El proceso de indoeuropeización fue una transformación cultural, no física. Debe entenderse como una victoria militar en cuyos términos se impone un nuevo sistema administrativo, una nueva lengua y una nueva religión sobre los grupos indígenas.

En sus últimos años de vida, Gimbutas aumentó enfáticamente la naturaleza violenta de esta transición desde el culto mediterráneo a la Diosa Madre a una sociedad patriarcal y al culto de un belicoso dios del trueno (Zeus, Dyaus). Sin embargo, muchos estudiosos que aceptaban el escenario propuesto de las migraciones indoeuropeas, mantenían que la transición fue bastante más gradual y pacífica de lo que sugería Gimbutas. Así, las migraciones dejaron de ser vistas como unas operaciones bélicas orquestadas, sino como la expansión de tribus y culturas inconexas a lo largo de muchas generaciones. El modo en que las nuevas culturas se impusieron a las indígenas (por asimilación pacífica o mediante la violencia) sigue siendo un punto controvertido entre los estudiosos de la hipótesis de los kurganes.
Actualmente se tiende más a destacar la diversidad cultural entre los grupos kurganes y la continuidad que se aprecia en Centroeuropa desde el Neolítico hasta la Edad del Bronce, que las ideas de Gimbutas de una "cultura kurgana" uniforme que provocó una ruptura con las costumbres neolíticas.
J. P. Mallory aboga por considerar en la hipótesis de los kurganes la teoría estándar de facto acerca de los orígenes de los indoeuropeos, pero cree válidas las críticas hacia el escenario de invasiones militares sostenido por Gimbutas: 

Casi todos los argumentos sobre la invasión y la transformación cultural se pueden explicar suficientemente sin hacer referencia a la expansión kurgánica.

El arqueólogo alemán Alexander Häusler ha criticado duramente el concepto de Gimbutas de «una» cultura kurgán que mezcla varias culturas distintas, como la cultura de Yamna.
A pesar de que el escenario de los kurganes es aceptado como una de las soluciones más plausibles al problema de los orígenes indoeuropeos, tiene en su contra el ser un modelo especulativo, no normativo. Las principales alternativas sugeridas son las teorías de Colin Renfrew (Anatolian hypothesis) y Viacheslav Vsévolodovich Ivánov (Armenian hypothesis). La primera teoría postula un urheimat anatolio (véase urheimat), y que la expansión de las lenguas indoeuropeas fue resultado de la expansión de la agricultura. Esta visón implica una fecha más antigua del protoindoeuropeo (en torno a 9000 años en lugar de 6000), y entre los lingüistas encuentra bastante menos apoyo que la teoría de los kurganes, sobre la base de la glotocronología (aunque este método ha sido ampliamente rechazado por la corriente principal de la lingüística histórica), y a la dificultad de correlacionar la distribución geográfica de las ramas indoeuropeas con los avances de la agricultura.
Un estudio realizado por Russell Gray y Quentin Atkinson de la Universidad de Auckland en 2003, usando una técnica completamente diferente a la glotocronología tradicional, apunta a un origen más temprano del protoindoeuropeo que el asumido en el modelo de los kurganes, sobre el VII milenio a. C., consistente con el urheimat anatolio de Renfrew. Sus resultados se basan en análisis de parecido máximo de la lista Swadesh.

## Genética
Un haplogrupo específico, el R1a1, definido por el marcador SNP M17 del cromosoma Y es asociado por algunos con la cultura de los kurganes. El haplogrupo R1a1 se encuentra actualmente en Asia occidental, India, y en las poblaciones eslavas de la Europa del Este, pero no es muy común en países de la Europa occidental (por ejemplo, en Francia y algunas partes de Gran Bretaña). Sin embargo, un 23.6 % de suecos, un 16.5 % de daneses y un 11 % de lapones comparten este linaje.
Ornella Semino y otros identificaron los haplotipos R1b como descendientes de una expansión desde la península ibérica tras el último período glacial (entre el 18 000 y el 11 000 a. C.), con el R1a1 (su Eu19) enlazado a la expansión kurgánica. El R1b es frecuente en Europa occidental, especialmente en el País Vasco, mientras que el R1a1 es más frecuente en Polonia, Ucrania, Hungría y Rusia, y también se observa en Pakistán, India y Asia central.
Otro estudio concluye que la población india recibió un flujo genético "limitado" procedente de fuentes externas desde el Holoceno y sugiere que el R1a1 es originario de Asia occidental o meridional.
Otro marcador con correspondencia cercana a las migraciones kurgánicas es la distribución del alelo del grupo sanguíneo B, mapeado por el genetista Luigi Luca Cavalli-Sforza (1922-2018). La distribución de dicho alelo en Europa coincide con el mapa propuesto de la cultura de los kurganes y la distribución del haplogrupo R1a1 (YDNA).[cita requerida]